# Zhang Min (Ruderin, 1993)
Zhang Min (chinesisch 张敏; * 20. Juni 1993 in Jinan) ist eine chinesische Ruderin, die 2014 Weltmeisterschaftsdritte im Vierer ohne Steuerfrau und im Achter war. 2021 wurde sie Olympiadritte mit dem Achter.

## Sportliche Karriere
Zhang Min nahm 2014 in zwei Bootsklassen an den Weltmeisterschaften in Amsterdam teil. Im Vierer ohne Steuerfrau siegte das Boot aus Neuseeland vor dem Boot aus den Vereinigten Staaten, dahinter erkämpften He Sihui, Miao Tian, Zhang Min und Zhang Huan die Bronzemedaille. Zhang Min und Zhang Huan traten zwei Tage später auch im Achterfinale an und gewannen die Bronzemedaille hinter den Booten aus den Vereinigten Staaten und aus Kanada. Bei den Asienspielen 2014 siegten Miao Tian und Zhang Min im Zweier ohne Steuerfrau. Ein Jahr später ruderte der chinesische Achter bei den Weltmeisterschaften in Savoyen auf den achten Platz. Bei der letzten Qualifikationsregatta für die Olympischen Spiele 2016 in Rio de Janeiro startete Zhang Min mit dem Achter, mit dem sie sich nicht durchsetzen konnte, und zusammen mit Miao Tian im Zweier ohne Steuerfrau. Mit einem zweiten Platz hinter den Spanierinnen konnte sich der chinesische Zweier einen Start in Rio de Janeiro sichern. Bei der olympischen Regatta hatten die beiden Chinesinnen als Viertplatzierte des Halbfinales im Ziel 0,11 Sekunden Rückstand auf die drittplatzierten Spanierinnen. Damit mussten die Chinesinnen im B-Finale antreten. Dieses Rennen gewannen sie und belegten damit den siebten Platz in der Gesamtabrechnung.
2017 trat Zhang Min bei den Weltmeisterschaften in Sarasota im Vierer ohne Steuerfrau an und belegte den sechsten Platz zusammen mit Yue Wenxue, Guo Linlin und Ju Rui. 2018 bildeten Guo Linlin, Zhang Min, Yi Liqin und Wang Fei den chinesischen Vierer. Dieser siegte im August 2018 bei den Asienspielen in Jakarta. Im September bei den Weltmeisterschaften in Plowdiw erreichte die Crew den sechsten Platz. Im Jahr darauf belegte Zhang Min mit dem chinesischen Vierer den neunten Platz bei den Weltmeisterschaften 2019 in Linz/Ottensheim, nur die ersten acht Vierer waren mit dem Ergebnis der Weltmeisterschaften automatisch für die Olympischen Spiele 2020 qualifiziert. Im Mai 2021 fand die letzte Qualifikationsregatta für die Olympischen Spiele in Tokio statt. Zhang Min gewann dieses Rennen mit dem chinesischen Achter. In Tokio belegten Wang Zifeng, Wang Yuwei, Xu Fei, Miao Tian, Zhang Min, Ju Rui, Li Jingjing, Guo Linlin und Steuermann Zhang Dechang sowohl im Vorlauf als auch im Hoffnungslauf den dritten Platz. Diesen Platz erreichten sie auch im Finale und gewannen damit die Bronzemedaille hinter den Kanadierinnen und den Neuseeländerinnen. Im Ziel hatten die Chinesinnen eine Sekunde Rückstand auf die Zweitplatzierten und ebenfalls eine Sekunde Vorsprung auf das viertplatzierte Boot aus den Vereinigten Staaten.